# Fångarna på fortet
Fångarna på fortet (2003 och 2005 under namnet Fortet) är en svensk version av den franska TV-programserien Fort Boyard, som utspelar sig på Fort Boyard utanför Frankrikes sydvästkust. Den första säsongen sändes i TV4 1990, och därefter har nya säsonger spelats in varje år mellan 1992 och 1998, samt 2000, 2003, 2005, 2010–2017, 2019–2020 och 2022–2023. Majoriteten av säsongerna har producerats av och sänts i TV4 med undantag för år 2000 då den sändes av TV3. Det fanns planer för inspelningar under 2020 och 2021,  men dessa fick ställas in på grund av coronaviruspandemin.
Programmet går ut på att två lag (tidigare ett lag) tävlar om att komma in i fortets skattkammare och hämta så många guldmynt som möjligt inom en viss tid. För att kunna komma in i skattkammaren måste lagen dels samla in nycklar som de får genom att klara utmaningar i fortets olika celler och gåtor, dels måste de samla in ledtrådar som slutligen bildar ett lösenord som frigör skatten i form av guldmynt som de ska samla in på tid. Ofta skänks vinstpengarna till ett välgörande ändamål.

## Format

### Programmets upplägg

#### Nyckeljakten
Den första delen av ett avsnitt handlar om att de tävlande ska samla in nycklar genom att genomföra fortets celler och gåtor. Om en deltagare klarar av den utmaning som personen ställs inför belönas laget med en nyckel som senare ska användas för att komma åt skatten i skattkammaren, men om vederbörande misslyckas förloras nyckeln. Deltagaren kan också hamna i fortets fängelsekammare ifall denne inte hinner slutföra utmaningen på tid. Vissa utmaningar är också konstruerade att man måste lyckas för att kunna ta sig ut.
Under nyckeljakten ges deltagarna möjlighet att vid minst ett tillfälle svara på gåtor hos en gåtställare i fortets torn (eller på annan plats på fortet). I de säsonger där två lag tävlar mot varandra är det vanligen förekommande att gåtorna genomförs som dueller. I vissa säsonger på 1990-talet åkte deltagare i fängelse om de svarade fel på gåtan men kunde räddas av en kamrat som svarade rätt på nästa gåta. En del av säsongerna hade istället ett moment där deltagarna fick simma efter en nyckel vid förlorad gåta.
Det finns också utmaningar är konstruerade som dueller där det helt enkelt innebär att två lag ställs mot varandra samtidigt och de tävlar tills någon har vunnit duellen.

#### Äventyren och skattkammaren
När nycklarna är insamlade ska lagen lista ut det lösenord som frigör skatten. För att klura ut det behöver de även klara av ett antal utmaningar som ger ledtrådar till lösenordet i de så kallade äventyren. Även dessa utmaningar genomförs på tid men till skillnad från nyckeljakten åker ingen deltagare i fängelse om man inte hinner ut i tid. 
Ledtrådarna är ord som brukar har något med lösenordet att göra eller ord som passar in före eller efter lösenordet. Om lösenordet t.ex. är "mjöl" skulle en ledtråd kunna vara "vete". Om laget/lagen kommer på rätt lösenord och har rätt antal nycklar kan de komma åt skatten och tävlar då om att få tag på så mycket pengar som möjligt. Det är vanligt förekommande att de insamlade summorna efterskänks till fortet eller till välgörande ändamål.

### Programmets regler
Genom säsongerna har det förekommit olika upplägg som varit återkommande eller tillfälliga.
- Om en deltagare inte hinner ut ur en cell i tid så blir personen instängd i cellen och hamnar i fängelse. Detta gäller enbart under nyckeljakten, i äventyren kan deltagaren inte hamna i fängelset.
- I säsong 4–6 hamnade man i fängelse om man svarade fel på en gåta. Om en lagkamrat svarade rätt på nästföljande gåta blev alla medlemmar i fängelset fria igen. I säsong 1–2 och 7–9 fanns denna regel inte med, utan då kunde deltagare istället en gång simma efter nyckeln (som gåtställaren släppte i vattnet). Sedan duellupplägget tillkom i säsong 10 har regeln inte använts och deltagare har heller inte kunnat simma efter nycklar, i alla fall inte på det sättet.
- I duellupplägget samt i första säsongen kunde lagen välja att offra en nyckel (till fortet/andra laget) för att få en instängd deltagare fri. Om offrandet inte görs åkte deltagaren i fängelset. I säsong 14 justerades regeln till att laget fick offra två nycklar för att få deltagaren fri: en nyckel till motståndarlaget och att de samtidigt själva förlorade en nyckel. I den femtonde säsongen ändrades regeln igen så att laget nu måste ha minst en nyckel för att fria en person i laget som åkt i fängelse. Om laget väljer att offra nyckeln till fortet blir lagmedlemmen fri igen.
- Några säsonger har haft upplägget att deltagare har kunnat försöka såga sig ut ur fängelset med hjälp av filar i cellen. I den sjunde säsongen fick fängelsedeltagarna en chans hos råttmannen där man fick välja mellan två råttor och sedan gissa i vilket hål råttan skulle gå in i på ett bräde. Gissade man rätt fick man komma ut ur fängelset, annars fick man fortsätta fila. Även i senare säsonger, då efter att duellupplägget tillkom, har deltagare haft möjligheten att ibland försöka ta sig ut ur fängelset själva.
- I vissa säsonger kunde lagen vinna tid i skattkammaren genom att genomföra olika grenar i Fader Fouras "innersta rum".
- När gåtställaren Fader Fouras ställde sina gåtor i säsong 2–7 kunde deltagare välja att stoppa ned en korpfjäder (senare ett tigermorrhår) i gåtboken och välja vilken gåta Fader Fouras skulle ställa. Om en deltagare inte gjorde detta valde Fader Fouras själv ut gåtan. I vissa säsonger öppnade dock aldrig Fader Fouras gåtboken, utan hade en färdig gåta att ställa. Så har det även varit hos senare gåtställare.

### Förändringar i upplägget
I samtliga säsonger som TV4 producerade under 1990-talet och de två säsonger som TV3 producerade under år 2000 tillämpades alltid att bara ett lag fick tävla i varje program. När TV4 sedan tog upp programmet igen i två säsonger under 2000-talet och sedan på nytt under 2010-talet har istället ett duellupplägg används, vilket i korthet innebär att i varje program tävlar två lag mot varandra. Det gör även att rollerna som programledare respektive lagcoach, som användes under 90-talet, istället blir att det är en lagcoach för respektive lag.  
Under åren har många saker förändrats i upplägget med allt från antalet medverkande per lag (från sex personer 1990 till tre personer (mellan 2014 och 2019 samt 2022 och 2024) till antalet nycklar som ska samlas in (från arton till fem eller sju stycken). I vissa säsonger har lagen getts möjlighet att samla ihop nycklar man inte fick ihop under nyckeljakten genom att veva upp dessa utanför skattkammaren. 
När det gäller äventyren och skattkammaren har det sedan duelluppläggets införande varit olika regler för vem eller vilka som får tävla i skattkammaren. I vissa säsonger har laget som vunnit nyckeljakten fått första chansen att nå skatten medan i andra säsonger har bägge lagen genomfört skattkammaren. I vissa säsonger på 1990-talet fick deltagarna ta sig genom en vattenlabyrint för att nå skattkammaren.
Även speltiden har varierat från säsong till säsong, men under säsong under säsongerna på 1990-talet (med Gunde Svan som programledare) var speltiden en timme, dock inte inräknat med skattkammaren. Sedan den tionde säsongen spelar man inte under någon särskilt tid, men då TV-programmen är cirka en timme, utan reklamtid, är det troligt att speltiden är fortsatt cirka en timme. 
Fängelset har både varit inom- och utomhus. I vissa säsonger har det varit på taket, medan i de flesta säsonger har det varit små burar bredvid "gonggongen". Sedan den femtonde säsongen är fängelset i princip borttaget, då deltagare istället har valt att offra en nyckel för att få sin lagkamrat fri.
En produktionsteknisk förändring har också varit att fortets celler och äventyr har fått personliga utsmyckningar. Fram till 2010 hade varje cell bara en grå dörr men i säsongerna därefter har det franska produktionsbolaget, vilka äger rättigheterna till originalversionen av Fort Boyard, årligen gjort personliga utsmyckningar till celler och äventyr så att man tydligt kan se vilken uppgift som väntar. Vilka celler och äventyr, för den delen även dueller, som används under en säsong kan variera då det är produktionsbolaget som avgör vilka som ska byggas upp. Det förekommer att sådana tas bort/byts ut eller flyttas på till kommande säsong.

### Övriga detaljer
Under säsong 2–7 brukade Fader Fouras vara ute och vandra på fortet och ställa gåtor till sig själv, men så fort laget kom förbi honom fick han av okänd anledning gömma sig. Ibland träffade han även på Gunde och pratade med honom till dess laget kom till Gunde. I slutet av vissa program brukade Fader Fouras komma till Gunde och ställa en gåta till honom, som Gunde oftast aldrig kunde svaret på. I samband med gåtan brukade Gunde fixa till saker som deltagarna "förstört" eller själv pröva på olika celler och äventyr. När Svan och Sjödin återkom till fortet år 2010 började de bägge pröva på celler och äventyr efter programmens slut. Detta upphörde dock till den fjortonde säsongen.

## Säsongerna
Nedan presenteras de säsonger som har producerats i Sverige inklusive sändningsdatum, programledare, tävlingsformat och tittarsiffror. Notera att personer i kursiv stil var säsongernas lagcoacher. Sedan 2003 fungerar bägge rollerna som programledare och lagcoacher i den svenska versionen.
I några av de svenska säsongerna har man haft en säsongsfinal där ett eller flera lag har fått återkomma till fortet och tävla på nytt. Detta har antingen skett för ett lag eller två lag som möter varandra i duellupplägg. I de flesta säsonger har ingen säsongsfinal hållits (eller uteblivit) varför man istället oftast har rankat lagen efter varje program utifrån hur många guldmynt de samlade ihop i skattkammaren. I vissa säsonger har det dock heller inte gjorts någon rankinglista över detta heller.
| Nr | Sändningsdatum                       | Veckodag           | Avsnitt                        | TV-kanal | Programledare och lagcoach        | Tävlingsformat                            | Inspelning | Tittarsiffror (Genomsnitt) |
| -- | ------------------------------------ | ------------------ | ------------------------------ | -------- | --------------------------------- | ----------------------------------------- | ---------- | -------------------------- |
| 1  | 29 september – 24 november 1990      | lördagar           | 9                              | TV4      | Erik Blix och Anne Barlind        | Ett lag (6 spelare)                       | 1990       | Ingen uppgift              |
| 2  | 10 oktober – 19 december 1992        | lördagar           | 11                             | TV4      | Gunde Svan och Agneta Sjödin      | Ett lag (5 spelare)                       | 1992       | Ingen uppgift              |
| 3  | 10 september 1993 – 18 februari 1994 | fredagar           | 15 (10+5)                      | TV4      | Gunde Svan och Agneta Sjödin      | Ett lag (5 spelare)                       | 1993       | 1 955 000                  |
| 4  | 27 januari – 14 april 1995           | fredagar           | 12                             | TV4      | Gunde Svan och Kayo Shekoni       | Ett lag (5 spelare)                       | 1994       | 2 034 000                  |
| 5  | 26 januari – 12 april 1996           | fredagar           | 11                             | TV4      | Gunde Svan och Kayo Shekoni       | Ett lag (5 spelare)                       | 1995       | 2 557 000                  |
| 6  | 17 januari – 4 april 1997            | fredagar           | 11                             | TV4      | Gunde Svan och Kayo Shekoni       | Ett lag (5 spelare)                       | 1996       | 2 152 000                  |
| 7  | 16 januari – 20 mars 1998            | fredagar           | 10                             | TV4      | Gunde Svan och Agneta Sjödin      | Ett lag (5 spelare)                       | 1997       | 2 034 000                  |
| 8  | 5 januari – 15 april 2000            | lördagar           | 11                             | TV3      | Gry Forssell och Henrik Johnsson  | Ett lag (5 spelare)                       | 1999       | 514 000                    |
| 9  | 3 oktober – 26 december 2000         | tisdagar           | 12                             | TV3      | Håkan Södergren och Linda Nyberg  | Ett lag (5 spelare)                       | 2000       | 392 000                    |
| 10 | 5 september – 21 november 2003       | fredagar           | 12                             | TV4      | Hans Fahlén och Kristin Kaspersen | Två lag i duellformat (4 spelare per lag) | 2003       | 1 329 000                  |
| 11 | 4 februari – 22 april 2005           | fredagar           | 12                             | TV4      | Hans Fahlén och Kristin Kaspersen | Två lag i duellformat (4 spelare per lag) | 2004       | 641 000                    |
| 12 | 23 augusti 2010 – 29 januari 2011    | mån–ons            | 12 (6+6)                       | TV4      | Gunde Svan och Agneta Sjödin      | Två lag i duellformat (4 spelare per lag) | 2010       | 1 365 000                  |
| 12 | 23 augusti 2010 – 29 januari 2011    | lördagar           | 12 (6+6)                       | TV4      | Gunde Svan och Agneta Sjödin      | Två lag i duellformat (4 spelare per lag) | 2010       | 1 365 000                  |
| 13 | 23 augusti – 22 oktober 2011         | tis–tors, lördagar | 12 (3+9)                       | TV4      | Gunde Svan och Agneta Sjödin      | Två lag i duellformat (4 spelare per lag) | 2011       | 950 000                    |
| 14 | 24 augusti 2012 – 20 april 2013      | fredagar           | 12 (6+6)                       | TV4      | Gunde Svan och Agneta Sjödin      | Två lag i duellformat (4 spelare per lag) | 2012       | 945 000                    |
| 14 | 24 augusti 2012 – 20 april 2013      | lördagar           | 12 (6+6)                       | TV4      | Gunde Svan och Agneta Sjödin      | Två lag i duellformat (4 spelare per lag) | 2012       | 945 000                    |
| 15 | 23 augusti 2013 – 21 februari 2014   | fredagar           | 12 (4+8)                       | TV4      | Gunde Svan och Agneta Sjödin      | Två lag i duellformat (3 spelare per lag) | 2013       | 859 000                    |
| 16 | 30 augusti 2014 – 20 februari 2015   | lördagar           | 12 (6+6)                       | TV4      | Gunde Svan och Agneta Sjödin      | Två lag i duellformat (3 spelare per lag) | 2014       | 843 000                    |
| 16 | 30 augusti 2014 – 20 februari 2015   | fredagar           | 12 (6+6)                       | TV4      | Gunde Svan och Agneta Sjödin      | Två lag i duellformat (3 spelare per lag) | 2014       | 843 000                    |
| 17 | 21 augusti 2015 – 4 mars 2016        | 12 (4+8)           | Gunde Svan och Marie Serneholt | TV4      | 2015                              | Två lag i duellformat (3 spelare per lag) | 814 000    |                            |
| 18 | 26 augusti 2016 – 3 mars 2017        | 12 (4+8)           | Gunde Svan och Agneta Sjödin   | TV4      | 2016                              | Två lag i duellformat (3 spelare per lag) | 668 000    |                            |
| 19 | 18 augusti – 3 november 2017         | 12 (5+7)           | Gunde Svan och Agneta Sjödin   | TV4      | 2017                              | Två lag i duellformat (3 spelare per lag) | i.u.       |                            |
| 20 | 16 augusti – 13 september 2019       | 12                 | Gunde Svan och Agneta Sjödin   | TV4      | 2019                              | Två lag i duellformat (3 spelare per lag) | i.u.       |                            |
| 21 | 19 augusti – 16 september 2022       | 12 (5+4+3)         | Gunde Svan och Agneta Sjödin   | TV4      | 2022                              | Två lag i duellformat (3 spelare per lag) | i.u.       |                            |
| 21 | 7 – 28 januari 2023                  | 12 (5+4+3)         | Gunde Svan och Agneta Sjödin   | TV4      | 2022                              | Två lag i duellformat (3 spelare per lag) | lördagar   | i.u.                       |
| 21 | 2, 9 och 16 juni 2023                | 12 (5+4+3)         | Gunde Svan och Agneta Sjödin   | TV4      | 2022                              | Två lag i duellformat (3 spelare per lag) | fredagar   | i.u.                       |
| 22 | 1 – 22 september 2023                | 4                  | Gunde Svan och Agneta Sjödin   | TV4      | 2023                              | Två lag i duellformat (3 spelare per lag) | fredagar   | i.u.                       |
| 22 | 16 mars – 4 maj 2024                 | lördagar           | Gunde Svan och Agneta Sjödin   | TV4      | 2023                              | Två lag i duellformat (3 spelare per lag) | 8          | i.u.                       |

1. ↑  Tittarsiffror för åren 1990–93 finns inte registrerade på Mediamätning i Skandinavien, som idag sköter mätningen av tittarsiffror.
2. ↑  Då tittarsiffror inte mättes 1993 så är genomsnittet endast baserad på den tredje säsongens andra säsongshalva.
3. ↑  I den tolfte säsongens första säsongshalva sändes avsnitten tre dagar i rad under två veckor mellan 23 augusti till 1 september 2010.
4. ↑  Den trettonde säsongen hade en förturné med tre avsnitt som sändes på samma vecka mellan 23 och 25 augusti 2011.
5. ↑  Utöver de ordinarie tolv avsnitten i den artonde säsongen släpptes även ett exklusivt avsnitt på TV4 Play.
6. ↑  De första fem avsnitten sändes på TV4 medan de resterande sju avsnitten släpptes exklusivt på TV4 Play samt C More.
7. 1 2  Den 21:a säsongen delades upp vid tre olika sändningstillfällen som sändes i augusti och september 2022 samt januari och juni 2023.

### Produktionspersonal
Programmen spelas in med både svensk och fransk personal. Ofta leds själva inspelningen av svenskarna medan fransmännen sköter det tekniska med inspelningarna. 

#### Regissörer
- Rolf Sohlman, (säsong 4, 7)[15][16]
- Martin Söder, (säsong 5)[17]

#### Redaktörer
- Andreas Tschig, (säsong 10)

- Daniela Ahlén, (säsong 12–13)[18][19]

#### Producenter
- Leif Aldal, (säsong 1)[20]
- Kerstin Andersson, (säsong 4)[15]
- Titte Arnhall, (säsong 5)[17]
- Magnus Coinberg, (säsong 7) [16]
- Johan Westman, (säsong 8)
- Torbjörn Freudenthal, (säsong 9)
- Joachim Brobeck, (säsong 12–13)[18]

#### Exekutiv producenter, TV4
- Margaretha Zachrisson, (säsong 7)[16]
- Tora Heckcher, (säsong 12–13)[18]
- Jonathan Nordin, (säsong 14–)

#### Bildproducent
- Didier Froehly, (säsong 5, 7)[16] [17]

#### Efterbearbetningsproducenter
- Greg Camilleri, (säsong 12)[21]
- Johan Rojstedt, (säsong 13)[18]

#### Bearbetningsproducenter
- Steve Ericsson, (säsong 12)[19]
- Jason Meredith, (säsong 17–19)

#### Redigerare
- Hugo Carnö Reissmüller, (säsong 17–19)
- Erik Pettersson, (säsong 17–19)
- Palle Flensby, (säsong 19)
- David Thorén, (säsong 18)
- Adrian Lindblom, (säsong 18)
- Joakim Lindell, (säsong 18)
- Robin Johansson, (säsong 19)
- Alexander Björk, (säsong 18)

## Personer på fortet

### Programledaren och lagcoachen/erna

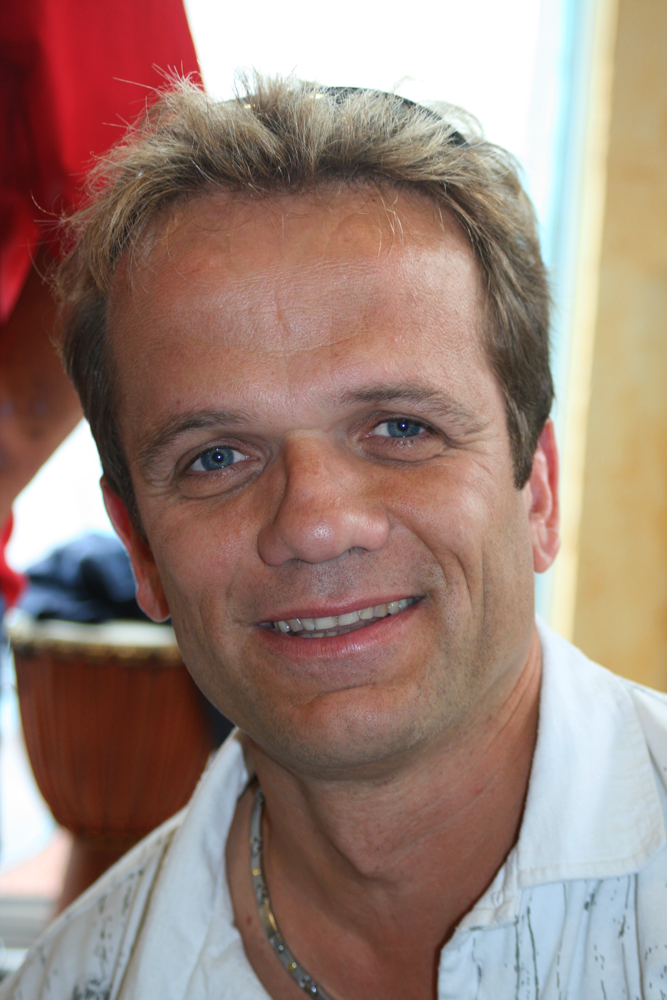
André Bouchet (Dede), 2009. En av de två medverkande kortväxta.

På fortet finns det alltid en programledare och en lagcoach som ibland har samma roll, framförallt i de säsonger som har producerats i duellformat i Sverige sedan 2003. Programledarens uppgift är att lägga en bana för lagmedlemmarna, det vill säga vilka celler, dueller och äventyr som ska genomföras i programmet för att nå skattkammaren. Lagcoachens uppgift är att coacha laget i vilka utmaningar som ska göras samt guida lagmedlemmarna i cellerna och äventyren för att hjälpa till. Sedan TV4 började producera duellupplägg har programledarens och lagcoachens roll ändrats till att de är lagcoacher för varsitt lag.

Genom åren har både programledare och lagcoacher bytts ut och några av de har även medverkat i säsonger som tävlande i lag. Detta gäller Erik Blix, Agneta Sjödin, Kayo Shekoni, Håkan Södergren Hans Fahlén och Kristin Kaspersen.

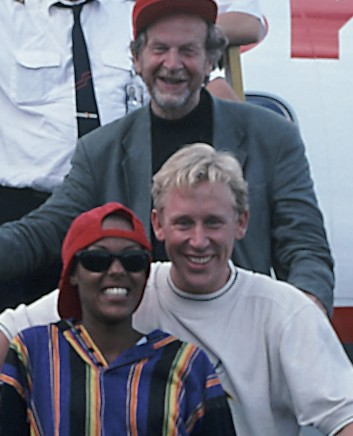
Stig Ossian Ericson, Gunde Svan och Kayo Shekoni.

### Nyckelbärare/Hjälpredor
På fortet finns det två stycken kortvuxna män vars roll är att vara hjälpredor till laget/lagen som tävlar. Dessa personer har skådespelats/skådespelas av André Bouchet (1990–), Alain Prévost (mellan 1990 och 2000) och Anthony Laborde (2000–). Årtalen räknas enligt de franska säsongerna. Skådespelarna är fransmän och medverkar i såväl den franska som flera andra länders versioner av programserien. I den franska versionen heter deras roller Passe-Partout och Passe-Muraille, medan de i de svenska versionen har namnen Alain (Alain Prévost/Anthony Laborde) och Dede (André Bouchet).   
Hjälpredornas arbetsuppgifter i Fångarna på fortet är att dels guida deltagarna till aktuell plats på fortet (cell, äventyr, gåta, skattkammaren osv.) och där se till att alla deltagare (även lagcoach och programledare) står bra i bild. När en cell pågår är deras uppgift att hålla koll på tiden och om en eller flera lagmedlemmar inte hinner ut när tiden är slut ska dörren låsas. En hjälpreda följer också med till gåtställaren med uppgiften att hålla tiden när gåtan läses. En ytterligare detalj är att hjälpredaren har som uppgift att göra tummen upp, så nära kameran som möjligt, när en uppgift är slutförd samt att visa antalet vunna nycklar med fingrarna, så nära kameran som möjligt, när en uppgift är slutförd. Det innebär att det är hjälpredan som håller ansvar för lagets eller sitt lags nyckelknippa, dock med undantag för de TV4-producerade säsongerna åren 2003 och 2005 där Alain och Dede inte medverkade. Istället fick varje lagkapten själva ansvara för nyckelknippan och det var upp till lagcoachen (Hans Fahlén/Kristin Kaspersen) att låsa dörren för deltagare som inte hann ut ur cellen i tid. Dessutom var det ingen som guidade lagmedlemmarna till gåtställaren eller till äventyren.  

### Fängelsevakten
Fängelsevakten har till uppgift att i början av programmet "slå i gonggongen" samt som fångvaktare vakta de som hamnar i fängelset. La Boule (sv: klotet) var den rollfigur som figurerat som fängelsevakt under flest säsonger. Föregångaren till La Boule hette Sumo (spelad av Raymond Khamneve) och medverkade i de tre första säsongerna. År 1994 ersattes dock Sumo av La Boule, som varit med på fortet fram till och med år 2013. La Boule spelades av fransmannen Yves Marchesseau fram till 2014 då han ersattes av en annan fångvaktare. I säsongerna 2003 och 2005 hade inte den svenska versionen någon fängelsevakt, men i övrigt har alla andra producerade säsonger haft det. I den svenska versionen hade man mellan 2022 och 2024 karaktären Yvette som fångvaktare (som skådespelades av den franske atleten Laura Mété).
Fortets fängelse har varit placerat både i en gallerbur på fortets terrass, medan i andra säsonger har det varit gallerburar vid "gonggongen". I den första, andra, tredje och sjunde säsongen var fängelset inplacerat vid ett rum bredvid skattkammaren, där deltagarna i den sjunde säsongen fick chansen att försöka fila sig ut. Om deltagare inte hann med detta före nycklarna var insamlade fick man då chansen att hos "Råttmannen" (en man med två råttor) spela sig fri. Spelet gick ut på att man skulle välja en av råttorna som skulle gå in i ett visst färgat hål. Gick råttan in i rätt hål blev man fri, annars fick man sitta kvar i fängelset. I den fjortonde säsongen fanns fängelset i fortets källare.

### Tigervaktaren
På fortet fanns det fram till år 2021 även tigrar, som vaktades av tigerkvinnan Monique. Hennes uppgift var förutom att hålla koll på tigrarna, att stänga in tigrarna när laget/lagen skulle ta sig in i skattkammaren, samt vrida om ett s.k. tigerhuvud (en staty föreställandes ett tigerhuvud) för att skatten skulle komma fram vid rätt lösenord. I den första säsongen år 1990 var det en man som kallades för Mike som vaktade tigrarna istället för Monique. Från och med 2022 har det franska produktionsbolaget som producerar samtliga länders versioner av Fort Boyard valt att inte ha med tigrar alls på fortet varför karaktären Monique inte heller medverkar.

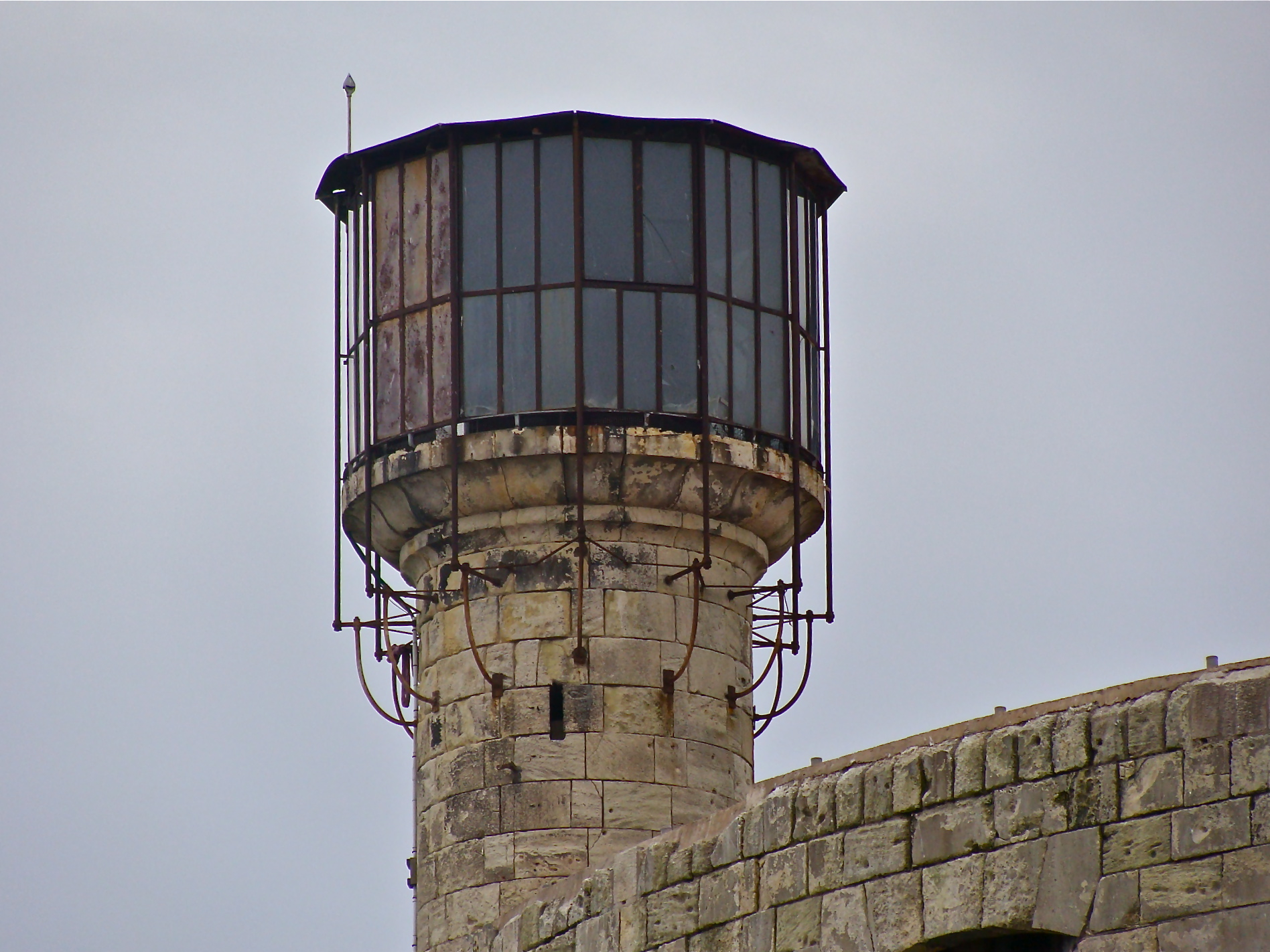
Tornet där gåtmannen befinner sig i avsnitten.

### Gåtställare
På fortets terrass finns det ett torn där gåtställaren bor och vars uppgift är att ge deltagarna gåtor, och om de svarar rätt får de en nyckel av honom. I den franska versionen har gåtställaren alltid spelats av Fader Fouras, men i den svenska versionen har denna person bytts ut flera gånger mot andra karaktärer. Följande personer har varit gåtställare på fortet (i ordning efter säsongerna producerade för TV4 och TV3):
- Oraklet i tornet (spelad av Martin Myrberg i säsong 1).
- Fader Fouras (spelad av Stig Ossian Ericson i säsong 2–9).
- Dan Bäckman (spelad av Felix Herngren i säsong 10–11).
- Bebé Fouras (spelad av Rolf Skoglund i säsong 12).
- Kurt Olsson (spelad av Lasse Brandeby i säsong 13).
- Stellan Silvertass (spelad av Peter Magnusson i säsong 14).[29][30]
- Pápá Fouras (spelad av Börje Ahlstedt i säsong 15–18).[31]
- Le Wolff (spelad av Rikard Wolff i säsong 19).[32]
- Madame Fouras (spelad av Suzanne Reuter i säsong 20)[33]
- Kapten Kaboom (spelad av Peter Stormare i säsong 21–22)[3][12]

#### Övrigt om gåtställarna
- Suzanne Reuter blev den första kvinnliga gåtställaren. Hennes karaktär kallas för "Madame Fouras" och hon har alltid en vit orm runt halsen som kallas "Jansson".[34]
- Fader Fouras hade under vissa säsonger en tam korp som kallades för Boyard och som alltid satt och vaktade på hans gåtbok.
- Namnet Fader Fouras sägs komma från staden Fouras, som ligger på fastlandet nära fortet.
- I den elfte säsongen assisterades Dan Bäckman av Saša Mesić.
- Bebé Fouras tog över gåtmansrollen då man enligt programmet fick veta att hans pappa, Fader Fouras, hade avlidit och att hans son Bebé därför kommit till fortet för att hämta sitt arv.
- I säsongerna 1–13 ställdes gåtan alltid i fortets torn. Undantag gjordes i två avsnitt i den trettonde säsongen då Kurt Olsson ställde gåtan i fortets bibliotek istället, då han enligt egen utsago ville vara nere bland de tävlande. I själva verket berodde flytten på att Lasse Brandeby var sjuk under inspelningen och inte orkade ta sig upp till tornet dessa dagar.[35] I den fjortonde säsongen byggdes biblioteket om till ett vaktmästeri där den dåvarande gåtmästaren huserade. Från och med den femtonde säsongen äger alltid gåtorna rum i tornet.

### Personer i cellerna
Under alla år som Fångarna på fortet sänts har det förekommit och förekommer karaktärer/personer i fortets olika celler och äventyr, som ibland har medverkat i flera säsonger och ibland i bara enstaka säsonger. Flera av dessa personer brukar även medverka i den franska upplagan och även i andra länders upplagor.  

## Olyckor
- Tina Leijonberg bröt båda fötterna 1996.[36]
- Yvonne Ryding slet av ett korsband 2011.[36]
- Rickard Söderberg krossade axeln 2015.[36]
- Jon Henrik Fjällgren bröt ena foten 2019.[37]

## Om Fort Boyard
I slutet på 1980-talet, innan TV-programmet började spelas in, beslöt man att renovera det nedslitna Fort Boyard. Man installerade bl. a. elektricitet som helt saknades. För att kunna ta sig in i fortet var man tvungen att bygga en större plattform intill fortet. Denna plattform syntes dock aldrig i bild i svensk TV förrän i "Fortet"-säsongerna 2003 och 2005.

### Celler och äventyr
På fortet har man sedan 1990 byggt upp och haft med många olika celler, dueller och äventyr.

### Tävlande
Nedan listas de personer som varit och tävlat minst fyra gånger på fortet. 

| Nr | Person                       | Medverkan år                                                             |
| -- | ---------------------------- | ------------------------------------------------------------------------ |
| 9  | Johannes Brost               | 1992 - 1998, 2000 (hösten), 2011 (hösten), 2017.                         |
| 6  | Anna Book                    | 1995, 1996, 2010, 2016 (våren), 2017 (våren och hösten), 2022.           |
| 6  | Dogge Doggelito              | 2003, 2012, 2014 (våren och hösten), 2016 (våren), 2017, 2022.           |
| 6  | Josefin Crafoord             | 2000 (hösten och våren), 2005, 2010 (hösten), 2013 (våren och hösten).   |
| 6  | Karl Dyall                   | 1990, 1993–1994, 1995, 1998, 2000 (hösten), 2011 (hösten).               |
| 6  | Pernilla Wahlgren            | 1992, 2003, 2010 (hösten), 2013 (våren), 2014 (våren och hösten).        |
| 6  | Tony Irving                  | 2013 (våren), 2014 (våren), 2015 (våren), 2016 (våren och hösten), 2017. |
| 5  | Christian ”Kicken” Lundqvist | 2011, 2014 (våren), 2016 (våren och hösten), 2017.                       |
| 5  | Nassim Al Fakir              | 2012 (hösten), 2015 (våren och hösten), 2016 (hösten), 2017 (hösten).    |
| 5  | Stig Strand                  | 1995, 1998, 2000 (hösten), 2014 (våren och hösten).                      |
| 4  | Armand Krajnc                | 2003, 2010 (hösten), 2013 (våren), 2014 (våren).                         |
| 4  | Benno Magnusson              | 1993–1994, 1996, 1998, 2000 (våren).                                     |
| 4  | Denise Lopez                 | 1993–1994, 2000 (våren), 2003, 2011 (våren).                             |
| 4  | Emma Igelström               | 2003, 2011, 2013 (våren), 2014 (hösten).                                 |
| 4  | Isabella de Salareff         | 2003, 2005, 2010 (hösten), 2012.                                         |
| 4  | Jonas Hallberg               | 2013 (våren), 2014 (hösten), 2016 (våren), 2017.                         |
| 4  | Lasse Brandeby               | 1993–1994, 1995, 1996, 1998.                                             |
| 4  | Liam Pitts                   | 2014 (hösten), 2016 (våren), 2017 (våren och hösten)                     |
| 4  | Magnus Samuelsson            | 1998, 2003, 2010 (hösten), 2011 (hösten).                                |
| 4  | Patrick Ekwall               | 2003, 2011, 2013 (hösten), 2014 (hösten).                                |
| 4  | Richard Herrey               | 1996, 1998, 2003, 2010 (hösten).                                         |
| 4  | Rickard Sjöberg              | 1997, 1998, 2013 (hösten), 2017.                                         |
| 4  | Tess Merkel Solomons         | 2013 (våren), 2016 (våren och hösten), 2017.                             |
| 4  | Thomas Wassberg              | 2011, 2012, 2014 (våren och hösten).                                     |
| 4  | Tobias Karlsson              | 2010, 2013 (våren), 2014 (våren och hösten).                             |

## Internationella versioner
Legend:     Originalversion       Pågående säsong       Kommande säsong       Okänd status       Nedlagd  
| Land            | Lokal titel                                                            | Format                                                                          | Programledare (årtal) | TV-kanal                             | Fortets Mannen i tornet | Sändning                                 |
| --------------- | ---------------------------------------------------------------------- | ------------------------------------------------------------------------------- | --- | ------------------------------------ | --- | ---------------------------------------- |
| Afrika          | Fort Boyard Afrique                                                    | Ett lag (Klassisk)                                                              | Haussman Vwanderday | Canal+ Afrique                       | Valery Ndongo | 2019                                     |
| Algeriet        | برج الأبطال Bourj El Abtal                                             | Ett lag (Klassisk)                                                              | Momo Djender & Samira Zitouni (2006, 2008–2011) | Canal Algérie                        | Yousfi Toufik | 2007 2009–2012                           |
| Argentina       | Fort Boyard                                                            | Ett lag (Klassisk)                                                              | Julián Weich & Araceli González | Canal 13                             | Isabel Achaval | 1999–2000                                |
| Armenien        | Fort Boyard                                                            | Ett lag (Klassisk)                                                              | Tina Kandelaki & Ruben Jaghinyan | Armenia TV                           | Hrachia Harutyunyan | 2009                                     |
| Azerbaijan      | Fort Boyard                                                            | Två lag (Duell)                                                                 | Zaur Bakhshaliyev & Metanet Eliverdiyeva | ATV                                  | Orxan Fikretoglu (2013) Fariday Karimov (2014) | 2013–2014                                |
| Belgien         | De Sleutels van Fort Boyard                                            | Två lag (Duell)                                                                 | Hans Schiffers & Alexandra Potvin (1991) | BRT                                  | Jan Wegter | 1992                                     |
| Belgien         | Fort Boyard                                                            | Ett lag (Klassisk)                                                              | Dagmar Liekens & Chris Van den Durpel (1999–2000) | VT4                                  | Luk D'heu | 1999–2001                                |
| Belgien         | Fort Boyard                                                            | Ett lag (Klassisk)                                                              | Jean-Michel Zecca & Sandrine Dans (2006–2007) | RTL-TVI                              | Jean-Paul Andret (2006) Yann Le Gac (2007) | 2006–2008                                |
| Bulgarien       | Fort Boyard                                                            | Tri-nations (Dueller) (2007–2008) Ett lag (Klassisk) (2009)                     | Dimitar Pavlov & Monsieur Rochelle (2007–2009) | bTV                                  | Philippe Leray | 2008–2010                                |
| Canada (Québec) | Fort Boyard                                                            | Ett lag (Klassisk)                                                              | Guy Richer & France Beaudoin (1993) Guy Mongrain (1994–2000) Marie-Soleil Tougas (1994–97) Sylvie Bernier (1998–2000) | TVA                                  | Yann Le Gac | 1993–2001                                |
| Canada (Québec) | Fort Boyard                                                            | Ett lag (Klassisk) Två lag (Duell)                                              | Guillaume Lemay-Thivierge & Dave Morissette (2013–2014) | TVA                                  | Yann Le Gac | 2014–2015                                |
| Tjeckien        | Pevnost Boyard                                                         | Ett lag (Klassisk)                                                              | Libor Bouček | Prima                                | Jan Rosák | 2016–2017                                |
| Danmark         | Fangerne på Fortet                                                     | Ett lag (Klassisk)                                                              | Thomas Mygind (1993–2000) Camilla Sachs Bostrup (1993–94) Sidsel Agensø (1995) Kamilla Gregersen (1996) Camilla Ottesen (1997) Gitte Schnell (1999–2000) | TV3                                  | Ove Sprogøe (1993) Tage Axelson (1994) Ole Ernst (1995–2000) | 1993–2000                                |
| Danmark         | Fangerne på Fortet                                                     | Två lag (Duell)                                                                 | Camilla Ottesen & Peter Schmeichel | TV3                                  | i.u. | 2009–2010                                |
| Danmark         | Fangerne på Fortet                                                     | Två lag (Duell)                                                                 | Camilla Ottesen & Joachim Boldsen (2019) | TV3                                  | Anders Lund Madsen | 2020                                     |
| Finland         | Fort Boyard – Linnake                                                  | Två lag (Duell)                                                                 | Merja Larivaara & Kari-Pekka Toivonen | SuomiTV                              | i.u. | 2010                                     |
| Finland         | Fort Boyard – Linnake                                                  | Två lag (Duell)                                                                 | Ellen Jokikunnas & Ivan Puopolo (2012) | Nelonen                              | i.u. | 2013                                     |
| Finland         | Fort Boyard Suomi                                                      | Två lag (Duell)                                                                 | Joanna Kuvaja & Ilkka Uusivuori | MTV3                                 | i.u. | 2018–pågående                            |
| Frankrike       | Les Clés de Fort Boyard (1990) Fort Boyard (1991–)                     | Ett lag (Klassisk) Två lag (Duell) (2010)                                       | Patrice Laffont (1990–99) Marie Talon (1990, inledande 9 avsnitten) Sophie Davant (1990–91) Valérie Pascal (1992) Cendrine Dominguez (1993–2002) Jean-Pierre Castaldi (2000–02) Olivier Minne (2003–nuvarande) Sarah Lelouch (2003–05) Anne-Gaëlle Riccio (2006–09) | Antenne 2 (1990–91) France 2 (1992–) | Michel Scourneau (1990) Yann Le Gac (1991–present) Didier Hervé (2002) | 7 July 1990 – pågående                   |
| Georgien        | Fort Boyard                                                            | Ett lag (Klassisk)                                                              | Duta Skhirtladze & Naniko Khazaradze | Rustavi 2                            | Leo Antadze | 2004                                     |
| Tyskland        | Fort Boyard – Ein Spiel für Abenteurer                                 | Ett lag (Klassisk)                                                              | Reiner Schöne & Rita Werner (1990) | Sat.1                                | Michel Scourneau | 1990–1991                                |
| Tyskland        | Fort Boyard – Stars auf Schatzsuche                                    | Ett lag (Klassisk)                                                              | Steven Gätjen, Alexander Mazza & Sonya Kraus (2000–01) | Pro 7                                | Sonya Kraus | 2000, 2002                               |
| Tyskland        | Fort Boyard                                                            | Två lag (Duell)                                                                 | Andrea Kaiser & Alexander Wesselsky (2010) | Kabel 1                              | i.u. | 2011                                     |
| Tyskland        | Fort Boyard                                                            | Ett lag (Klassisk)                                                              | Matthias Killing | Sat.1                                | Klaus Münster | 2018                                     |
| Grekland        | Fort Boyard                                                            | Ett lag (Klassisk) (2004–05) Ett lag (Klassisk) later Två lag (Duell) (2006–08) | Christos Ferentinos & Orthoula Papadakou | STAR                                 | Angelos Papadimitriou | 2004–2008                                |
| Ungern          | Fort Boyard AZ ERŐD                                                    | Ett lag (Klassisk)                                                              | Vizy Andras & Demcsák Zsuzsa | TV2                                  | György Bárdy | 2000                                     |
| Israel          | המבצר Ha-Mivtzar                                                       | Ett lag (Klassisk)                                                              | Aki Avni & Sigal Shachmon | Channel 2                            | Yehuda Fuchs | 1998–1999                                |
| Libanon         | حلها وأحتلها Hella wo Ehtalla                                          | Ett lag (Klassisk)                                                              | Tony Baroud & Karen Derkaloustian | LBCI                                 | Gabriel Yammine | 2002–2003                                |
| Morocco         | جزيرة الكنز Jazirat Elkanz                                             | Ett lag (Klassisk)                                                              | Hicham Masrar & Rachid Allali (2014–) | 2M TV                                | Kamal Kadimi | 2015–pågående                            |
| Nederländerna   | De Sleutels van Fort Boyard                                            | Ett lag (Klassisk)                                                              | Bas Westerweel & Ria Visser (1990) | NPO 1                                | Jan Wegter | 1991                                     |
| Nederländerna   | De Sleutels van Fort Boyard                                            | Två lag (Duell)                                                                 | Hans Schiffers & Alexandra Potvin (1991) | NPO 1                                | Jan Wegter | 1992                                     |
| Nederländerna   | Fort Boyard                                                            | Två lag (Duell)                                                                 | Gerard Ekdom (2011–12) Lauren Verster (2012, 2014) Art Rooijakkers (2011) Freek Bartels (2014) | NPO 3                                | i.u. | 2011–2012 2014                           |
| Norge           | Fangene på Fortet (1993–97, 1999, 2010–11) Nye Fanger på Fortet (2000) | Ett lag (Klassisk)                                                              | Jon Michelet (1993) Lise Nilssen (1993–96) Steffen Tangstad (1994) Nils Ole Oftebro (1995–96, 1999–2000) Susanne Steffens (1999) Elisa Røtterud (2000) | TV3                                  | Helge Reiss (1993) Toralv Maurstad (1994) Lars Andreas Larssen (1995–96) Trond Brænne (1999–2000) | 1993–1997 1999–2001                      |
| Norge           | Fangene på Fortet (1993–97, 1999, 2010–11) Nye Fanger på Fortet (2000) | Två lag (Duell)                                                                 | Daniel Franck (2010–11) Jenny Skavlan (2010) Henriette Lien (2011) | TV3                                  | i.u. | 2011                                     |
| Polen           | Fort Boyard                                                            | Ett lag (Klassisk)                                                              | Robert Gonera & Katarzyna Glinka | TVP2                                 | Janusz Weiss | 2008                                     |
| Rumänien        | Fort Boyard                                                            | Ett lag (Klassisk)                                                              | Paul Ipate & Octavian Strunila | Pro TV                               | Marius Manole | 2017                                     |
| Ryssland        | Форт Боярд                                                             | Ett lag (Klassisk)                                                              | Leonid Parfyonov & Yelena Khanga | NTV                                  | Vadim Gushchin | 1998                                     |
| Ryssland        | Форт Боярд                                                             | Ett lag (Klassisk)                                                              | Sergey Brilev & Yanina Batyrchina | Rossiya 1                            | Nikolay Denisov | 2002                                     |
| Ryssland        | Форт Боярд                                                             | Ett lag (Klassisk)                                                              | Leonid Yarmolnik & Oxana Fedorova | Rossiya 1                            | Vasily Livanov (2003) Aleksandr Adabashyan (2004) | 2003–2004                                |
| Ryssland        | Форт Боярд                                                             | Två lag (Duel)                                                                  | Leonid Yarmolnik, Ekaterina Konovalova & Elena Korikova | Rossiya 1                            | Aleksandr Filippenko | 2006                                     |
| Ryssland        | Форт Боярд                                                             | Två lag (Duel)                                                                  | Nikolai Valuev & Anna Ardova (2012) | Channel One                          | Viktor Verzhbitsky | 2013                                     |
| Ryssland        | Форт Боярд                                                             | Ett lag (Klassisk)                                                              | Sergey Shnurov | STS                                  | Olivier Siou | 2019                                     |
| Serbien         | Fort Boyard                                                            | Tri-nations (Dueller)                                                           | Ivan Jevtovic (2007–08) | Fox televizija                       | Philippe Leray | 2008–2009                                |
| Slovakien       | Pevnosť Boyard                                                         | Ett lag (Klassisk)                                                              | Stano Pavlík (1998–99) Andrea Timková (1998) Kveta Horváthová (1999) | TV Markíza                           | Ľubo Gregor (1998) Marian Zednikovic (1999) | 1998–1999                                |
| Slovakien       | Pevnosť Boyard                                                         | Ett lag (Klassisk)                                                              | Martin Nikodým & Diana Hágerová | TV Markíza                           | Michal Ďuriš | 2017                                     |
| Sydkorea        | Fort Boyard                                                            | Ett lag (Klassisk)                                                              | Nam Hee Suk & Lee Hyori | SBS TV                               | Ji Seok Jin | 2003                                     |
| Spanien         | Fort Boyard                                                            | Ett lag (Klassisk)                                                              | Paula Vázquez & Félix Álvarez | Telecinco                            | Óscar Ladoire | 2001                                     |
| Sverige         | Fångarna på fortet (1990, 1992–2000, 2010–17, 2019) Fortet (2003–05)   | Ett lag (Klassisk) (1990–2000) Två lag (Duell) (2003–2017, 2019)                | Erik Blix & Anne Barlind (1990) Gunde Svan (1992–97, 2010–17, 2019) Agneta Sjödin (1992–93, 1997, 2010–14, 2016–17, 2019) Kayo Shekoni (1994–96) Hans Fahlén & Kristin Kaspersen (2003–04) Marie Serneholt (2015)                                                   | TV4                                  | Martin Myrberg (1990) Stig Ossian Ericson (1992–2000) Felix Herngren (2003–04) Rolf Skoglund (2010) Lasse Brandeby (2011) Peter Magnusson (2012) Börje Ahlstedt (2013–16) Rikard Wolff (2017) Suzanne Reuter (2019) | 1990 1992–1998 2003, 2005 2010–2018 2019 |
| Sverige         | Fångarna på fortet (1990, 1992–2000, 2010–17, 2019) Fortet (2003–05)   | Ett lag (Klassisk)                                                              | Gry Forssell & Henrik Johnsson (1999) Håkan Södergren & Linda Nyberg (2000) | TV3                                  | Stig Ossian Ericson | 2000                                     |
| Schweiz         | Fort Boyard                                                            | Ett lag (Klassisk)                                                              | Lolita Morena & Enrico Carpani | TSR                                  | Cito Steiger | 1995                                     |
| Turkiet         | Hazine Adasi                                                           | Ett lag (Klassisk)                                                              | Yosi Mizrahl & Jancet Paçal | Star TV                              | Yasemin Kozanoğlu | 2000                                     |
| Turkiet         | Fort Boyard                                                            | Tri-nations (Dueller)                                                           | Evrim Akın (2007–08) | Fox Turkey                           | Philippe Leray | 2008–2009                                |
| Ukraina         | Форт Буаяр                                                             | Ett lag (Klassisk)                                                              | Gregory Hlady & Vita Smatcheliouk | 1+1                                  | Bohdan Stupka | 2004                                     |
| Storbritannien  | Fort Boyard                                                            | Ett lag (Klassisk)                                                              | Melinda Messenger & Leslie Grantham | Channel 5                            | Geoffrey Bayldon | 1998–2001                                |
| Storbritannien  | Fort Boyard                                                            | Ett lag (Klassisk)                                                              | Jodie Penfold & Christopher Ellison | Challenge                            | Tom Baker | 2003                                     |
| Storbritannien  | Fort Boyard: Ultimate Challenge                                        | Två lag (Duell)                                                                 | Laura Hamilton & Geno Segers (2011), Andy Akinwolere (2012–14) | CITV                                 | i.u. | 2012–2014                                |
| USA             | Conquer Fort Boyard                                                    | Två lag (Duell)                                                                 | Chris Berman & Cathy Lee Crosby (1991) | ABC                                  | i.u. | 1993 (pilot)                             |
| USA             | Fort Boyard: Ultimate Challenge                                        | Två lag (Duell)                                                                 | Laura Hamilton & Geno Segers (2011) | Disney XD                            | i.u. | 2011–2012                                |

## Övrig information om programmet
- Ett datorspel baserat på programmet har släppts och ett sällskapsspel.
- Musiken som hörs i vinjetten till programmet heter "Les cles de Ford Boyard" och är komponerad av fransmannen Paul Koulak.[källa behövs] Under säsongerna 10 och 11 byttes musiken ut till en instrumental version av låten "I Just Can't Help It" med gruppen The Attic.
- En serie barnböcker utspelade på Fort Boyard har skrivits av Dan Mitrecey (bror till en av programmets skapare)[40] och gavs ut i Sverige 1994-1995.
- Pensionsbolaget AMF använde sig av klipp från programmet i en av sina reklamfilmer som visades år 2009.
- Flera anläggningar har byggts i Sverige med celler inspirerade av programmet, som kompisgrupper och företag kan hyra som aktivitet.

## Bildgalleri

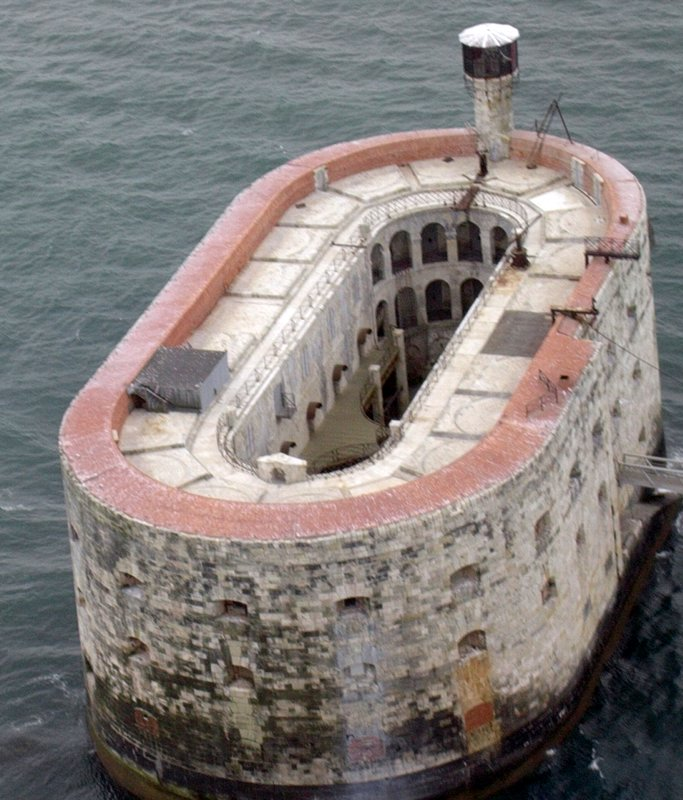
Fort Boyard i Frankrike.
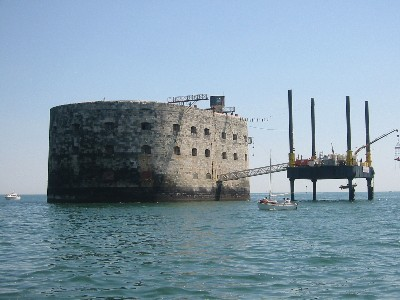
Fort Boyard, plattformen till höger i bild används av TV-teamen.
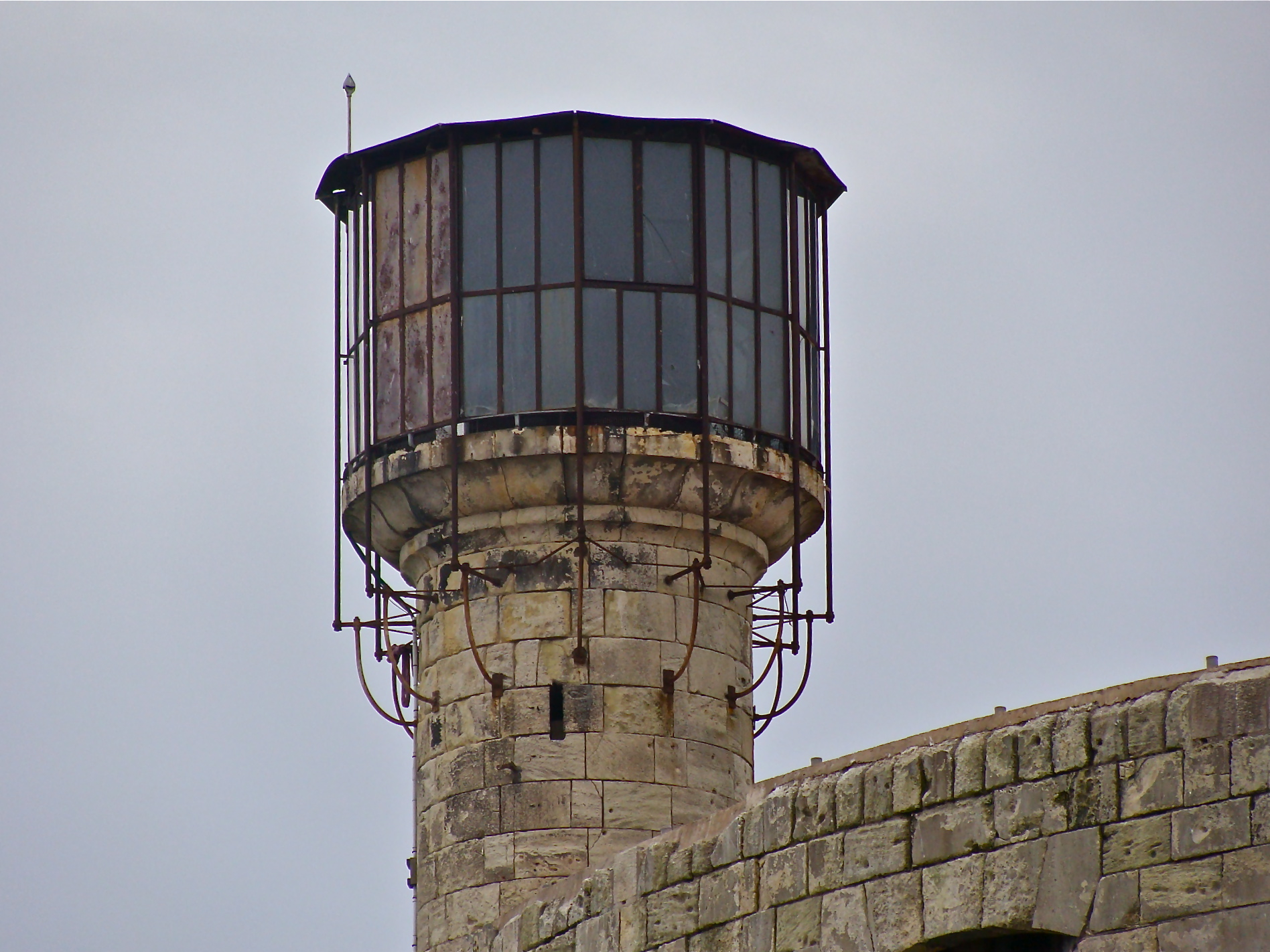
Tornet där gåtmannen befinner sig i avsnitten.
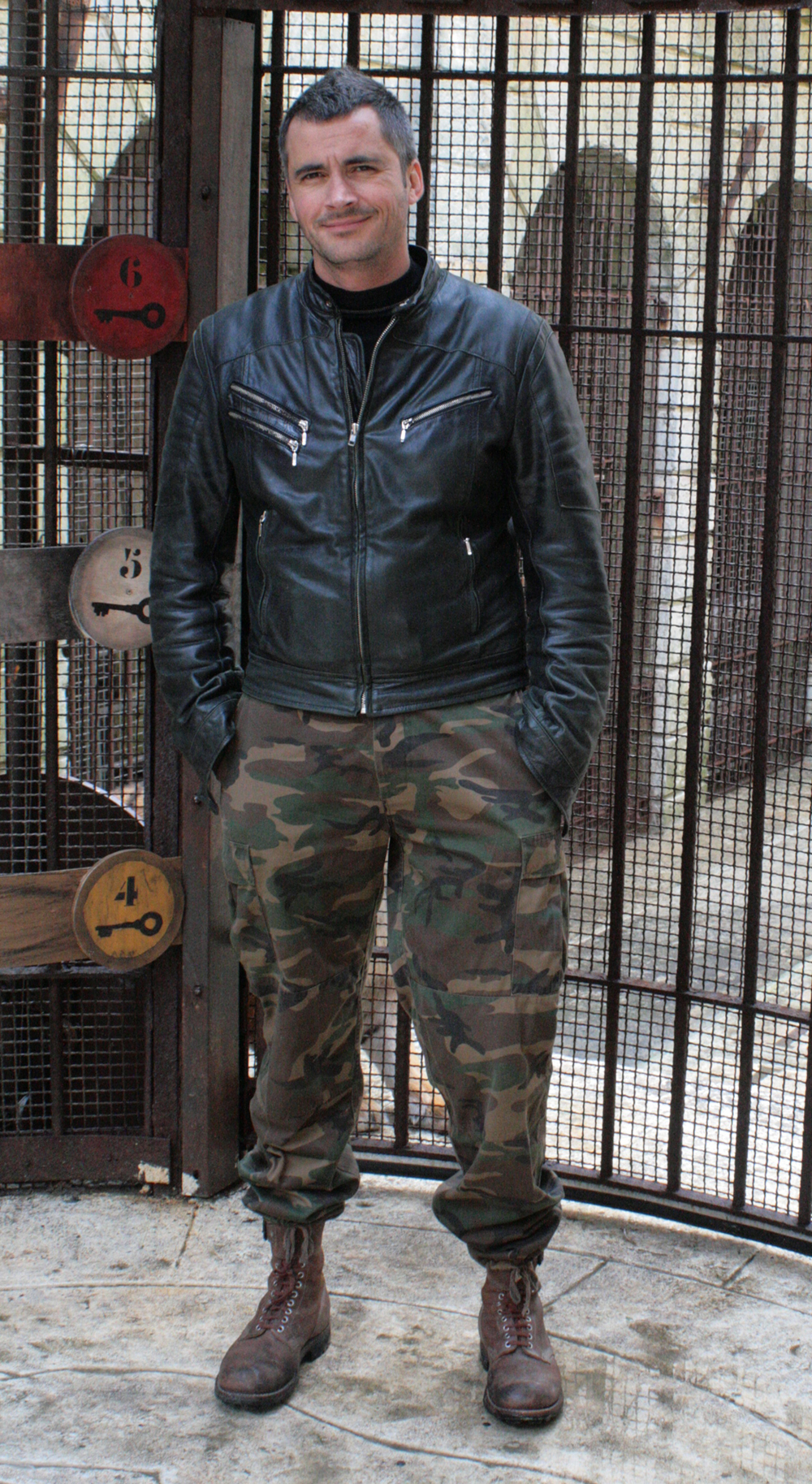
Olivier Minne år 2007, programledare för Fort Boyard i Frankrike sedan år 2003.